# Laitamaanjärvi
Laitamaanjärvi är en sjö i Övertorneå kommun i Norrbotten och ingår i Torneälvens huvudavrinningsområde. Sjön har en area på 0,188 kvadratkilometer och ligger 57 meter över havet. Sjön avvattnas av vattendraget Songankijoki.

## Delavrinningsområde
Laitamaanjärvi ingår i det delavrinningsområde (737678-184676) som SMHI kallar för Mynnar i Armasjärvi. Medelhöjden är 90 meter över havet och ytan är 34,33 kvadratkilometer. Det finns inga avrinningsområden uppströms utan avrinningsområdet är högsta punkten. Songankijoki som avvattnar avrinningsområdet har biflödesordning 3, vilket innebär att vattnet flödar genom totalt 3 vattendrag innan det når havet efter 74 kilometer. Avrinningsområdet består mestadels av skog (75 procent) och sankmarker (13 procent). Avrinningsområdet har 0,19 kvadratkilometer vattenytor vilket ger det en sjöprocent på 0,6 procent.